# Emma Thor
Emma Thor, född 20 november 1997, är en svensk friidrottare  (släggkastning). 
Thor deltog 2015 vid junior-EM i Eskilstuna och efter att ha kastat 62,99 i kvalet (nytt personligt rekord) kom hon i finalen på en 8:e plats med 60,45.
Thor tog brons på SM 2017 med ett bästa kast på 62,15. Mellan 2017 och 2021 studerade hon på Virginia Tech och tävlade i friidrott för deras idrottsförening Virginia Tech Hokies.

## Personliga rekord
- Kula – 11,13 (Blacksburg, USA, 2 oktober 2020)[3]
- Kula 3 kg – 12,68 (Eskilstuna, 1 februari 2014)[3]
- Diskus – 37,86 (Blacksburg, USA, 19 oktober 2018)[3]
- Slägga – 65,31 (Charlottesville, USA, 9 maj 2019)[3][7]
- Slägga 3 kg – 66,00 (Gävle, 10 augusti 2014)[3][7]

### Fotnoter
1. ↑  ”15 november 2013!”. friidrott.se. 18 oktober 2013. Arkiverad från originalet den 22 november 2016. https://web.archive.org/web/20161122224316/http://www.friidrott.se/forbundsinfo/overgangar/arsskifte1314.aspx. Läst 30 oktober 2017.
2. 1 2  ”Stora SM 2017”. trackandfield.se. http://www.trackandfield.se/resultat/2017/170825_27.htm. Läst 1 oktober 2017.
3. 1 2 3 4 5 6  ”Personsida på IAAF:s webbplats” (på engelsk). iaaf.org. https://www.iaaf.org/athletes/sweden/emma-thor-292148. Läst 9 oktober 2018.
4. ↑  ”European Athletics U20 Championships - Eskilstuna 2015” (på engelska). european-athletics.org. http://www.european-athletics.org/competitions/european-athletics-u20-championships/history/year=2015/results/index.html. Läst 30 oktober 2017.
5. ↑  Hedman, Jonas (18 juli 2015). ”JEM19 3: Emma släggåtta”. friidrott.se. Arkiverad från originalet den 7 november 2017. https://web.archive.org/web/20171107013700/http://www.friidrott.se/nyheter.aspx?id=18386. Läst 30 oktober 2017.
6. ↑  ”Track & Field 2021 - Virginia Tech Athletics”. hokiesports.com. https://hokiesports.com/sports/track-field/roster/season/2021/player/emma-thor-1. Läst 2 juli 2024.
7. 1 2  ”Personsida på European Athletics' webbplats” (på engelska). european-athletics.org. http://www.european-athletics.org/athletes/group=t/athlete=100783-thor-emma/index.html. Läst 9 oktober 2018.